# Бар (Масачусетс)
Бар (енгл. Barre) насељено је место без административног статуса у америчкој савезној држави Масачусетс.

## Демографија
По попису из 2010. године број становника је 1.009, што је 141 (-12,3%) становника мање него 2000. године.
| Група             | 2000.         | 2010.       |
| Белци             | 1.109 (96,4%) | 976 (96,7%) |
| Афроамериканци    | 6 (0,5%)      | 6 (0,6%)    |
| Азијати           | 5 (0,4%)      | 3 (0,3%)    |
| Хиспаноамериканци | 11 (1,0%)     | 10 (1,0%)   |
| Укупно            | 1.150         | 1.009       |